# Vogelkopstruiksluiper
De Vogelkopstruiksluiper (Aethomyias rufescens) is een zangvogel uit de familie Acanthizidae (Australische zangers).

## Verspreiding en leefgebied
Deze soort is endemisch in het noordwesten van Nieuw-Guinea in de bergen van de Vogelkop.

## Status
De grootte van de populatie is niet gekwantificeerd maar de soort wordt omschreven als algemeen in geschikt habitat. Op de Rode lijst van de IUCN heeft deze soort de status niet bedreigd.